# Winslow Homer
Winslow Homer (Boston, 24 de febrero de 1836-Prouts Neck, 29 de septiembre de 1910) fue un pintor estadounidense.

## Biografía
Artista autodidacta, en 1857 empezó a trabajar como ilustrador de revistas, colaborador asiduo de Harper's Weekly. Durante la Guerra Civil, Homer visitó en repetidas ocasiones el frente de Virginia donde habría de pintar su primer cuadro al óleo importante, Los prisioneros del frente (1866, Museo Metropolitano de Arte de Nueva York), obra notable por su fría objetividad y su vigoroso realismo.
En 1856 se trasladó a Francia durante un año pero, aunque su interés en las posibilidades pictóricas de la luz natural se desarrolla de forma paralela al de los primeros impresionistas, nunca sufrió la influencia directa del impresionismo o del arte francés.
En 1873 comenzó a utilizar la acuarela, medio de expresión tan importante en su obra como el óleo. Durante la década de 1870 los temas predominantes de sus obras fueron los de inspiración rural o idílica: escenas de la vida agrícola, niños jugando y escenas de lugares conocidos poblados de mujeres elegantes. De estas últimas el ejemplo más conocido es Long Branch, Nueva Jersey (1869, Museo de Bellas Artes de Boston).
El año transcurrido en Inglaterra (entre 1881 y 1882), durante el cual Homer vivió en un pueblo de pescadores, provocó un cambio definitivo en la temática de su obra. A partir de entonces se concentró en escenas de la naturaleza a gran escala, en particular escenas marinas, de pescadores y sus familias. Después de fijar su residencia en solitario en Prout's Neck, en la costa de Maine (donde moriría el 29 de septiembre de 1910), produjo obras maestras del realismo tales como Eight Bells (1886, Addison Gallery, Andover, Massachusetts). En esta obra el dramatismo de la escena marina está imbuido de una cualidad épica y heroica que representa el tema dominante de su madurez: la lucha del hombre con las fuerzas de la naturaleza.
A partir de 1884, Homer pasó muchos inviernos en Florida, en las Bahamas y en Cuba, ejecutando gran parte de su obra plenairista, en especial acuarelas o incluso de pintura rápida, con un estilo muy avanzado para su época: fresco, suelto, espontáneo, casi impresionista, pero sin perder jamás su relación básica con el realismo americano. Falleció en Prouts Neck (Maine) el 29 de septiembre de 1910.

## Galería

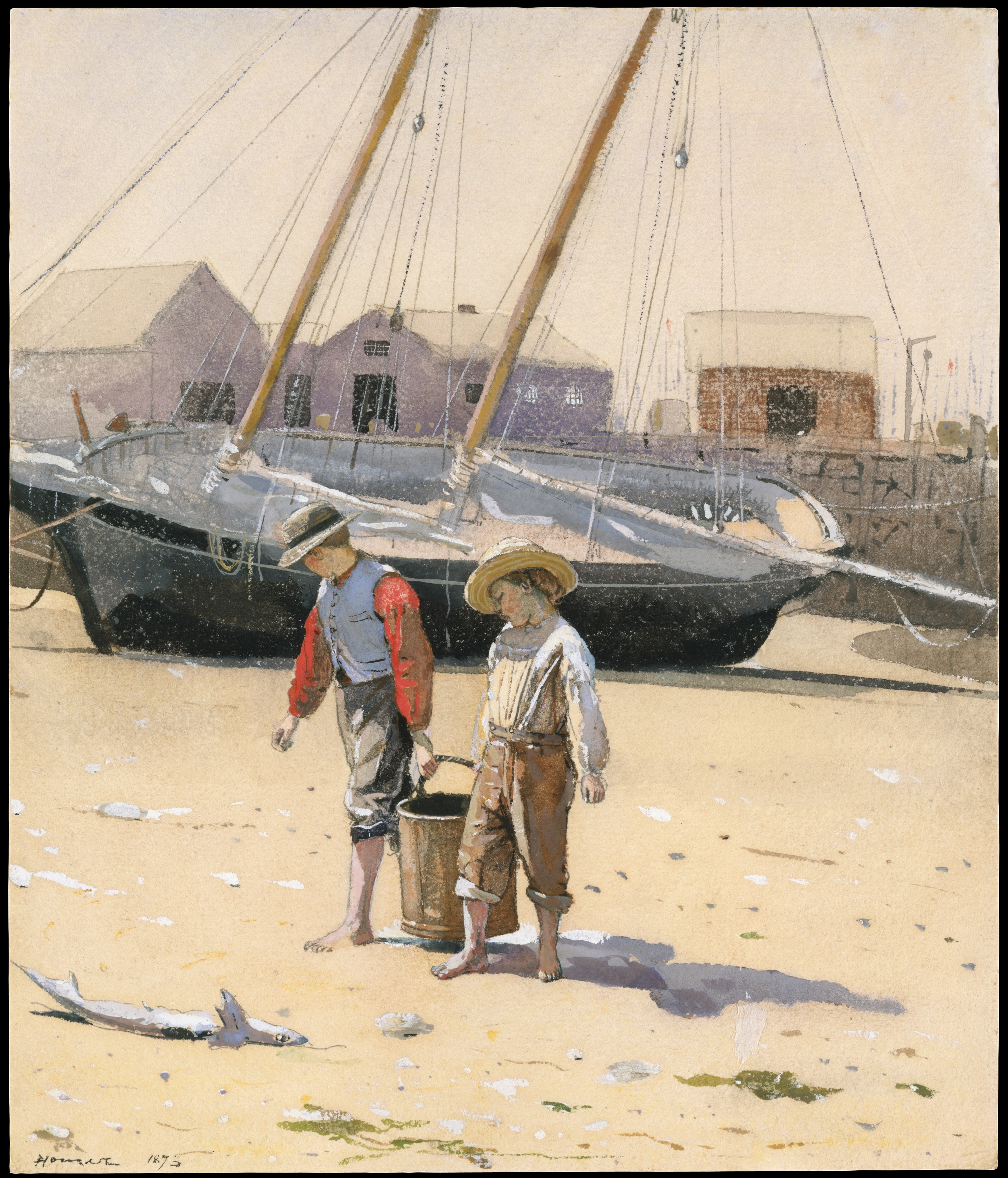
A Basket of Clams, 1873 (29,2 x 24,8 cm)
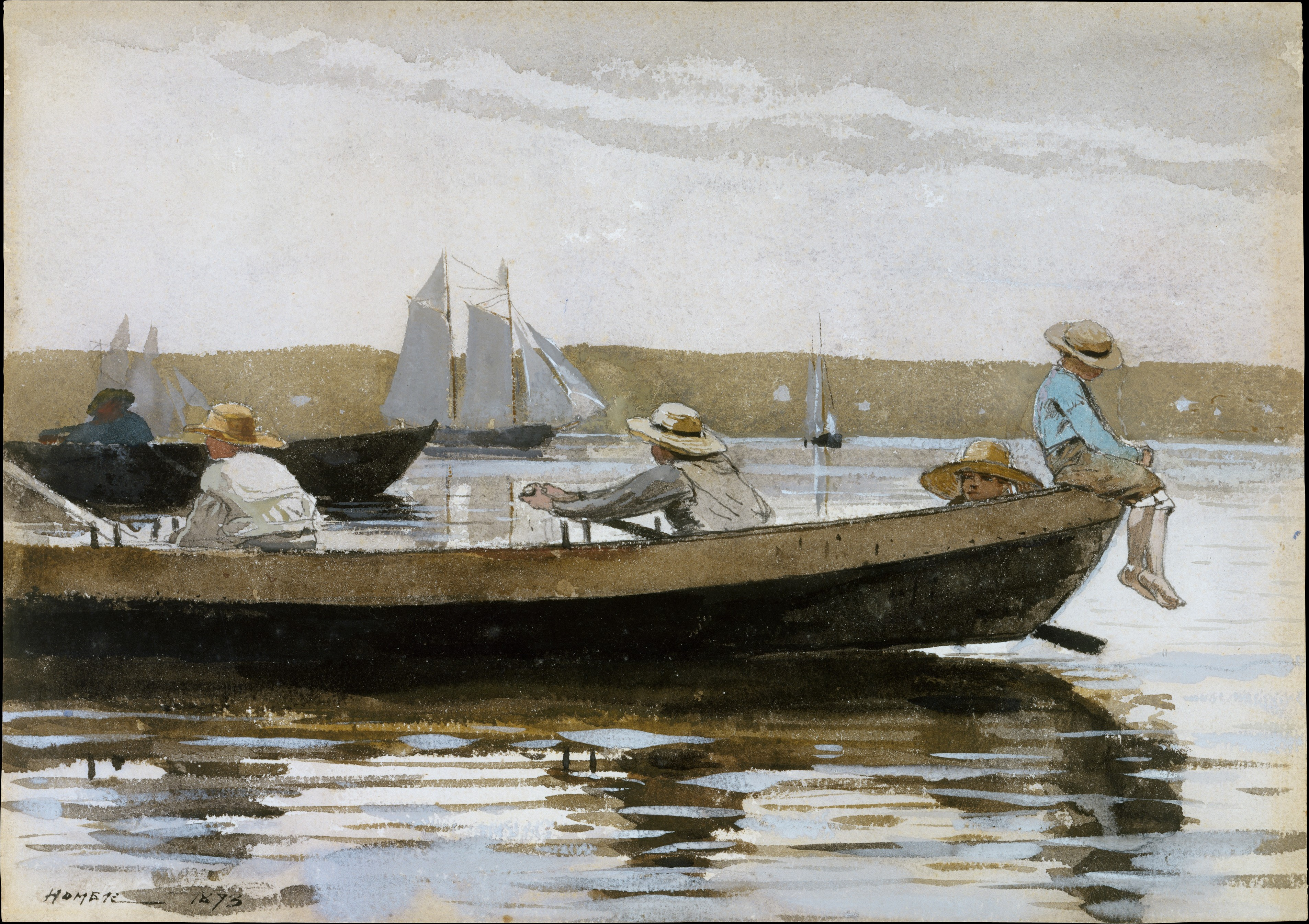
Boys in a Dory, 1873 (24,8 x 35,2 cm)
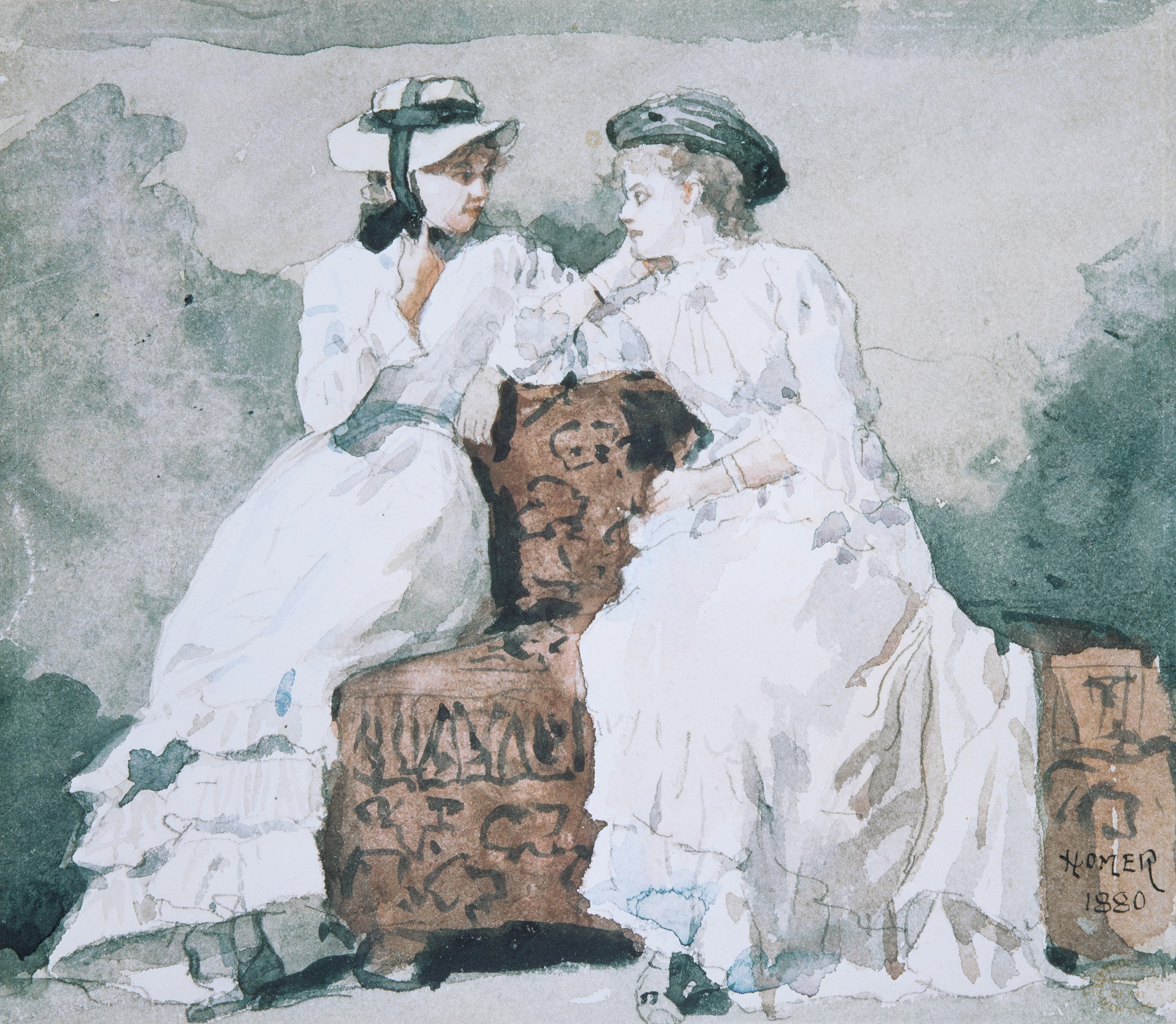
Two Ladies, 1880 (17,6 x 20,2 cm)
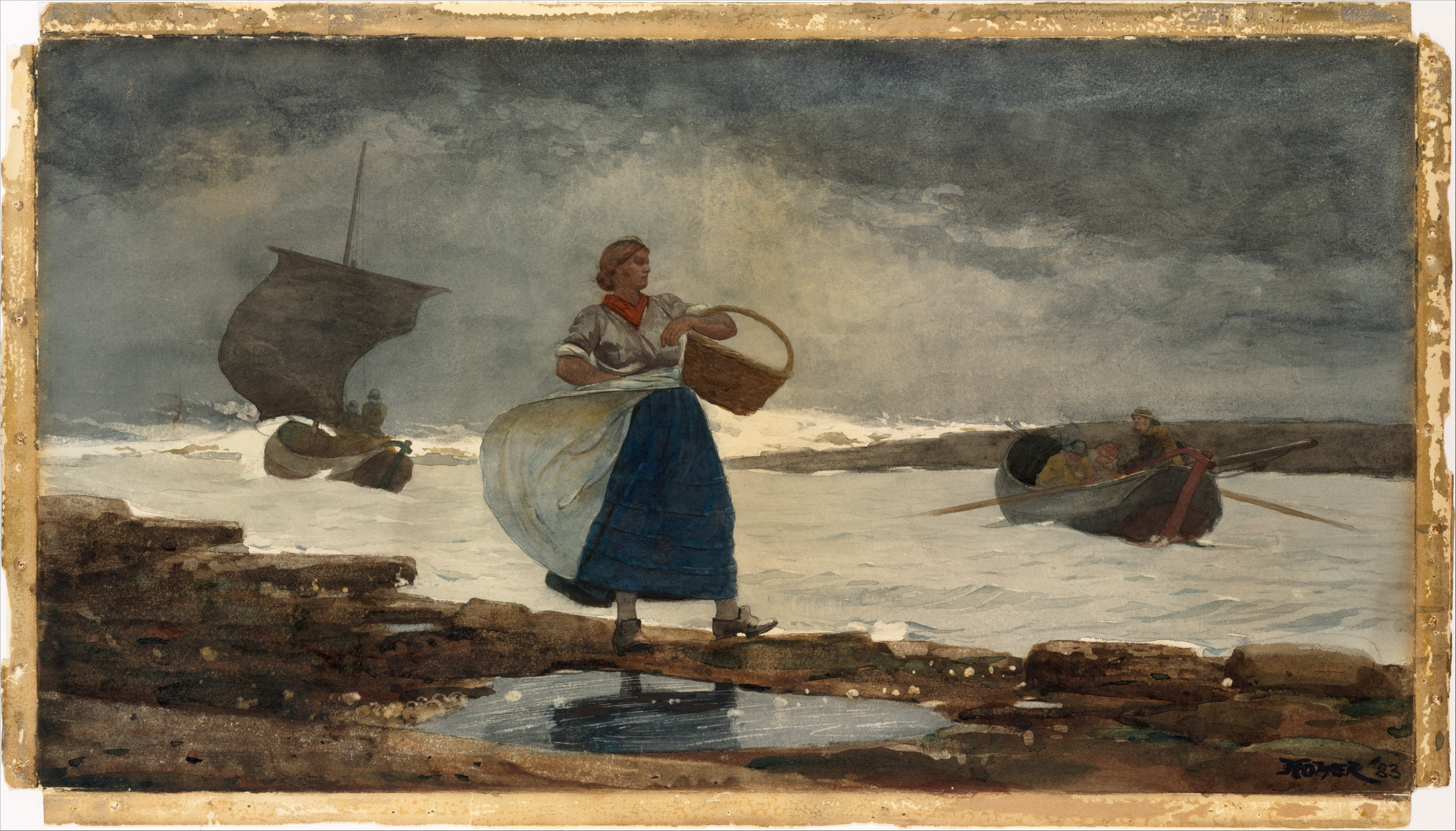
Inside the Bar, 1883 (40,6 x 73,7 cm)
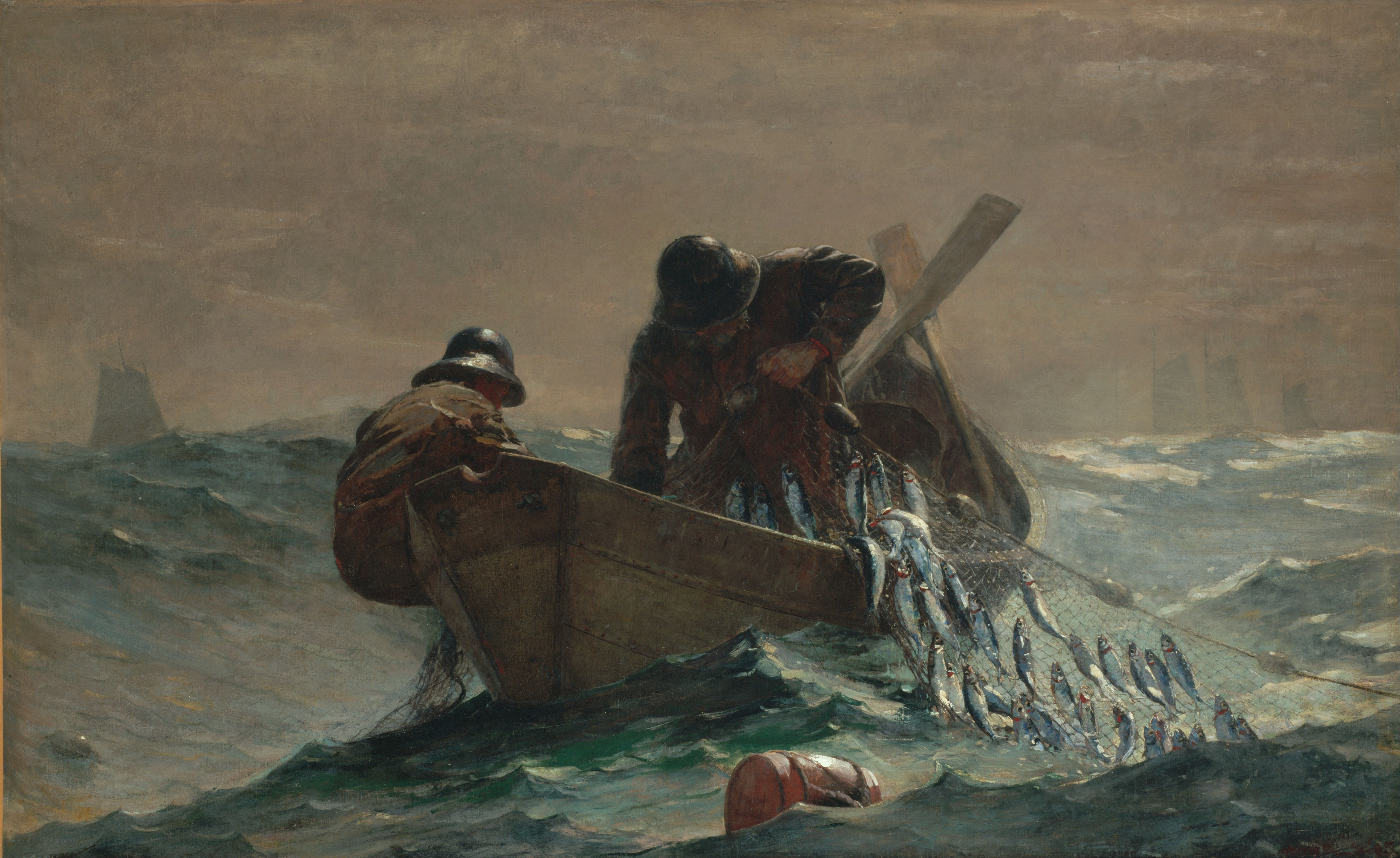
La red de arenques, 1885 (76,5 cm × 122,9 cm)
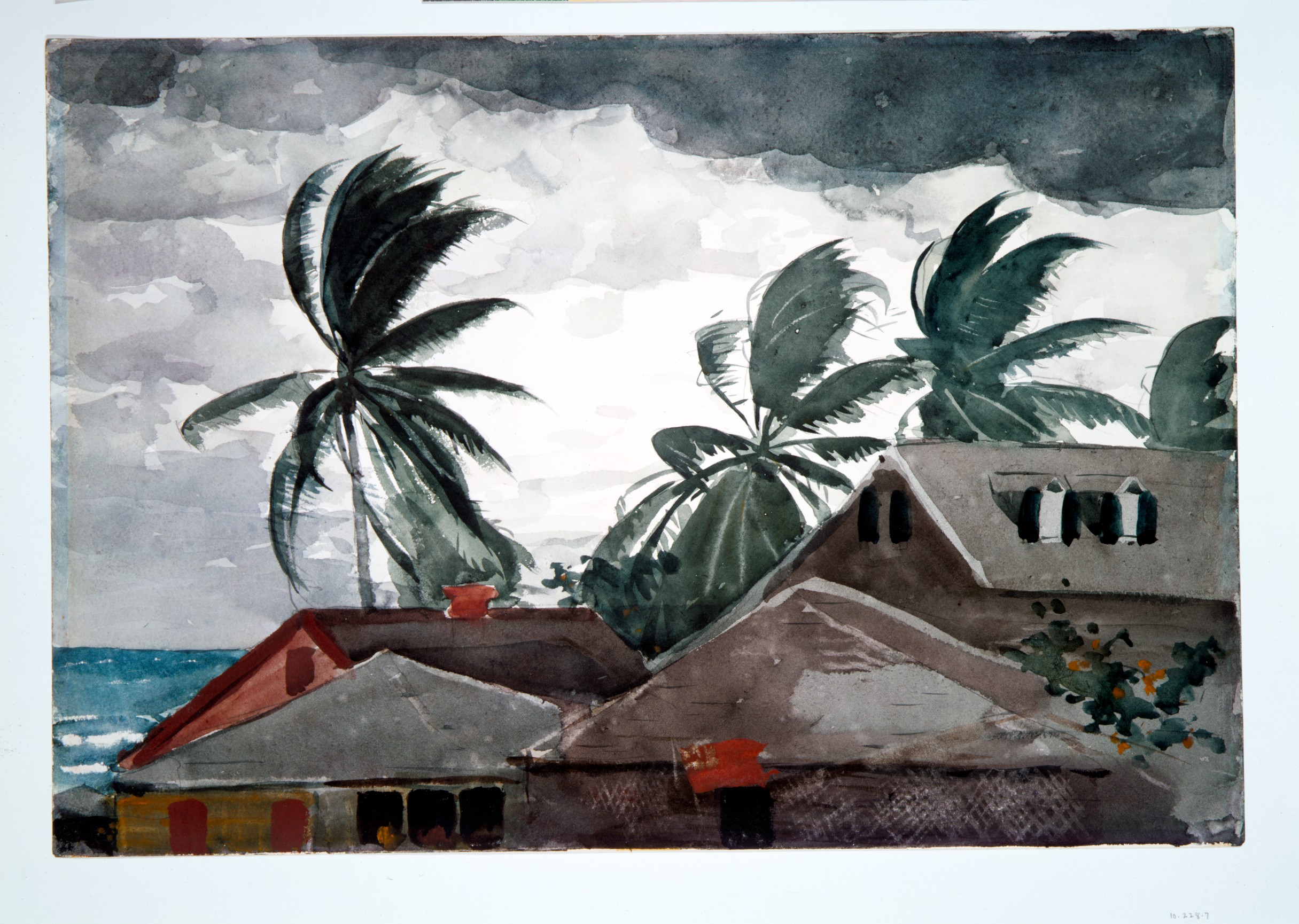
Hurricane, Bahamas, 1898 (36,7 x 53,5 cm)
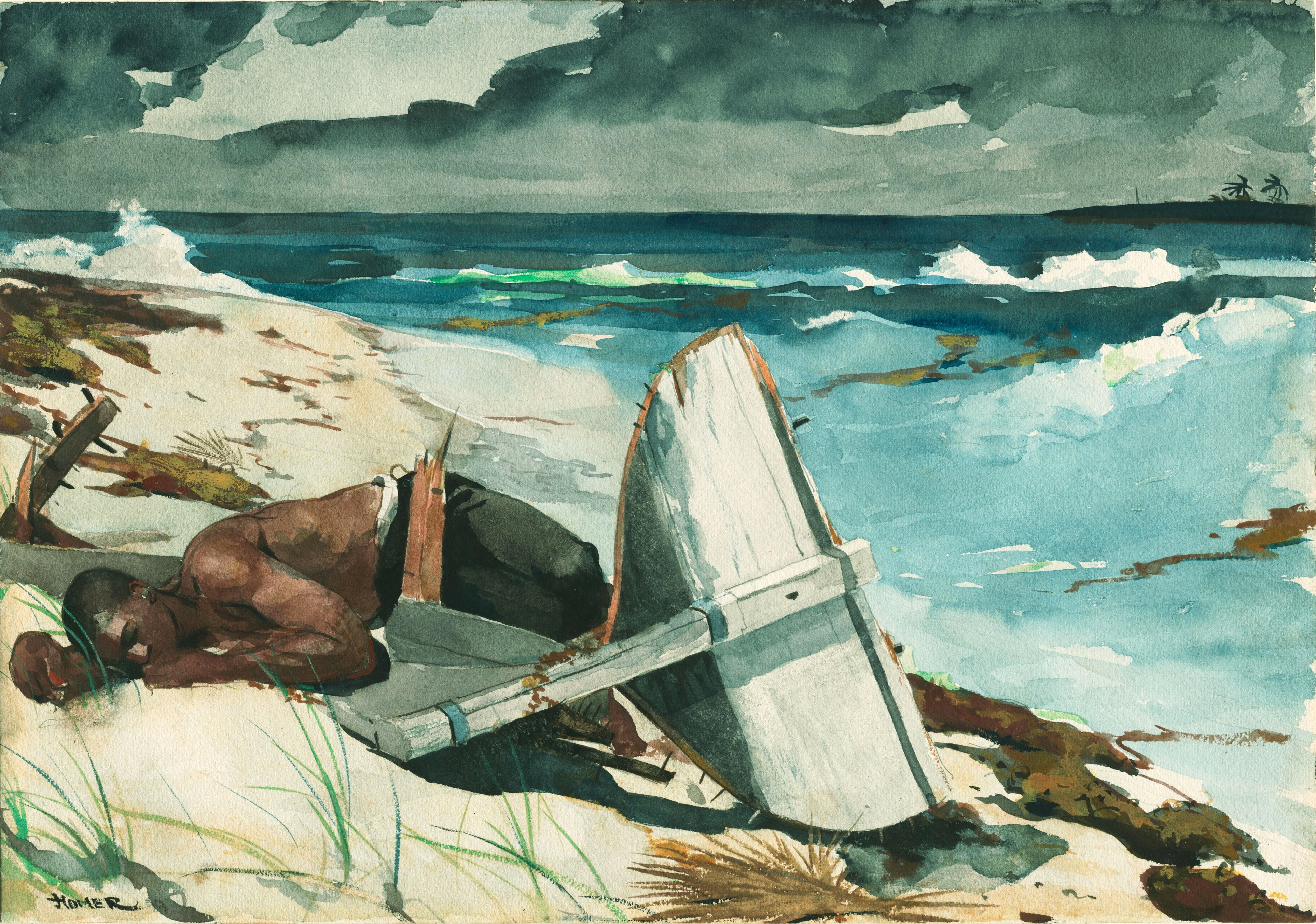
After the Hurricane, Bahamas, 1899 (38 cm x 54,3 cm)
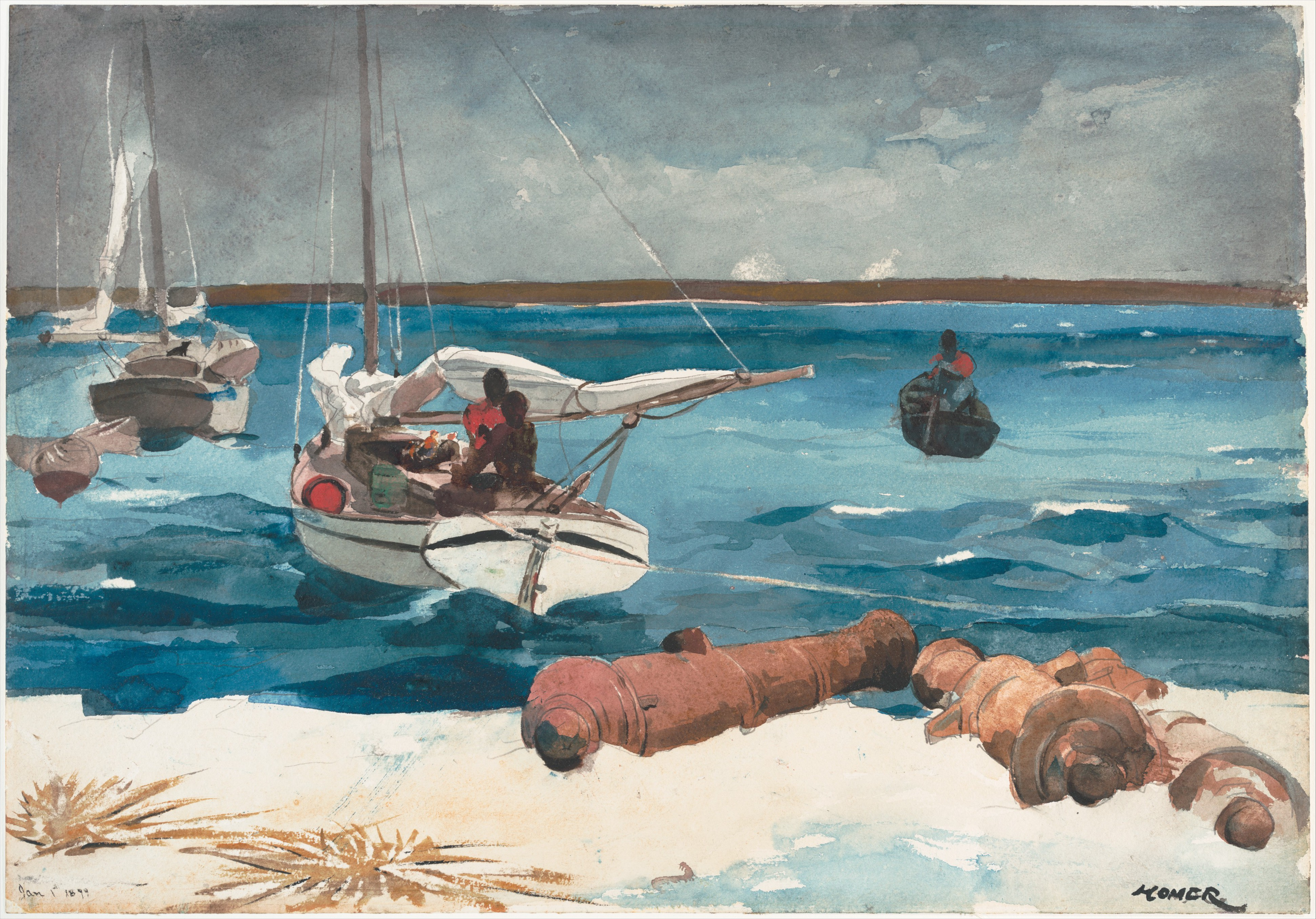
Nassau, 1899 (37,8 x 54,3 cm)
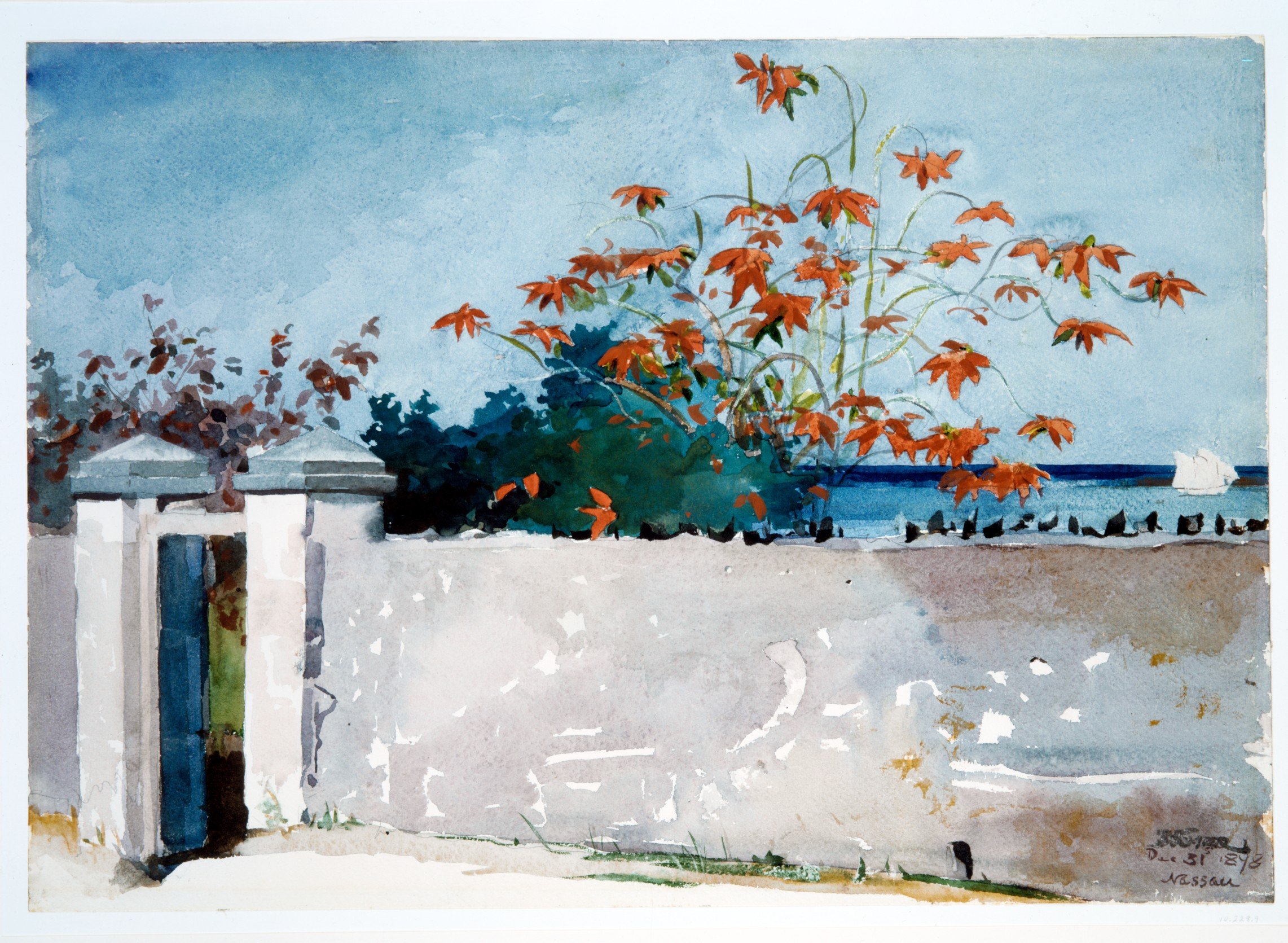
A Wall, Nassau, 1898 (37,8 x 54,3 cm)
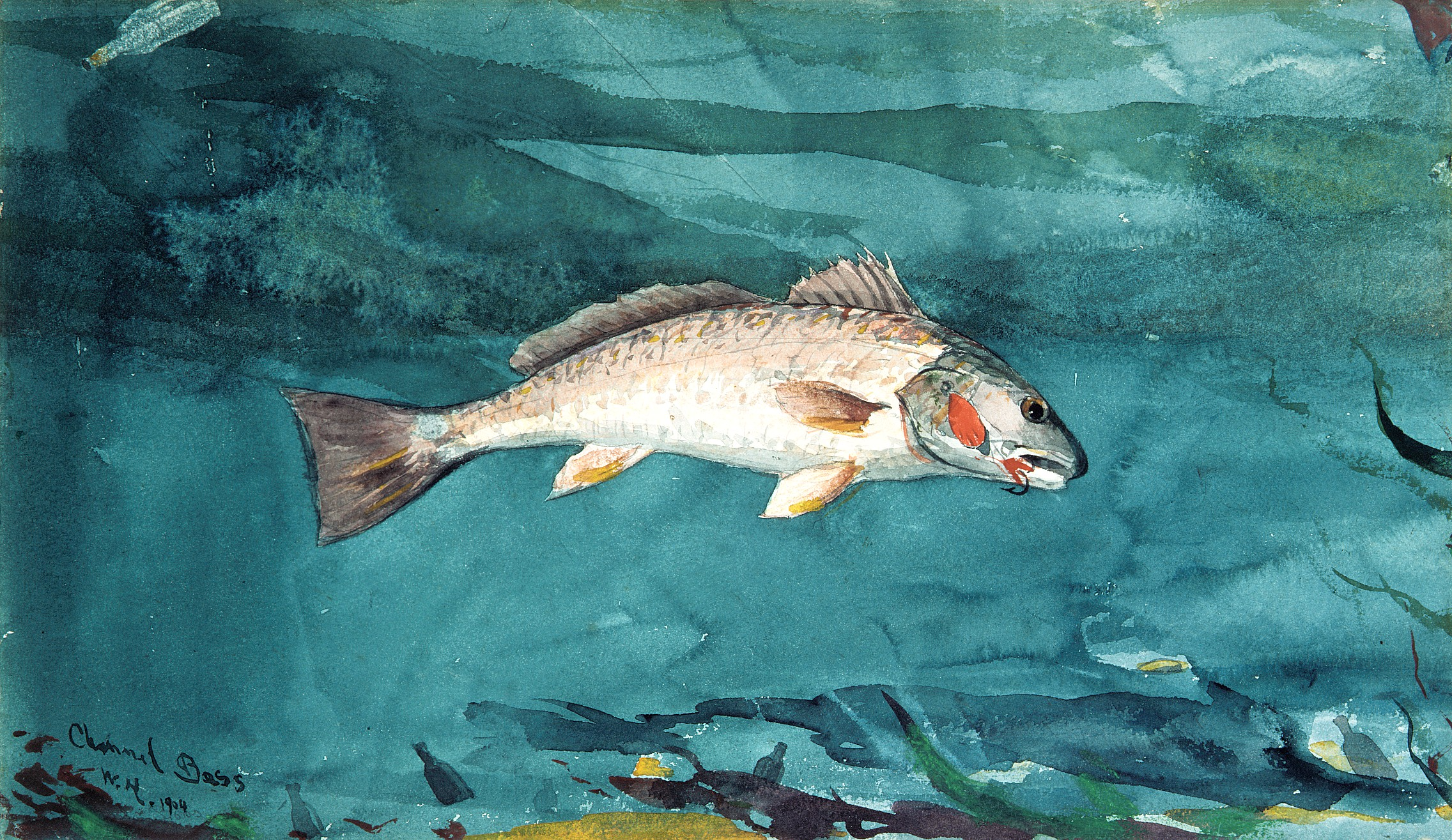
Channel Bass, 1904 (28,6 x 49,2 cm)